# درلوو
درلوو (به لهستانی:  Drelów) یک روستا در لهستان است که در گمینا درلوو واقع شده‌است. درلوو ۹۰۰ نفر جمعیت دارد.